# جرمی رنر
جرمی لی رنر (به انگلیسی: Jeremy Lee Renner؛ زاده ۷ ژانویهٔ ۱۹۷۱) بازیگر، موسیقی‌دان و ترانه‌نویس آمریکایی است. او حرفه خود را با حضور در فیلم‌های مستقل از جمله جفری دامر (۲۰۰۲) شروع کرد. رنر نقش‌های مکملی را در فیلم‌های برتر از جمله سوات (۲۰۰۳) و ۲۸ هفته بعد (۲۰۰۷) به‌دست‌آورد. رنر نامزدی‌های جایزه اسکار بهترین بازیگر نقش اول مرد برای بازی در مهلکه (۲۰۰۸) و جایزه اسکار بهترین بازیگر نقش مکمل مرد برای بازی در شهر (۲۰۱۰) را داشته است. فروش فیلم‌های که در آن به ایفای نقش پرداخته است، بیش از ۳٬۵ میلیارد دلار در آمریکای شمالی و بیش از ۹٬۸ میلیارد دلار در سراسر جهان بوده است، و او را به یکی از پول‌سازترین ستاره‌های باکس-آفیس در تمام دوران‌ها تبدیل کرده است.
رنر نقش هاکای را در فیلم‌های ثور (۲۰۱۱)، انتقام‌جویان (۲۰۱۲)، انتقام‌جویان: عصر اولتران (۲۰۱۵)، کاپیتان آمریکا: جنگ داخلی (۲۰۱۶) و انتقام‌جویان: پایان بازی (۲۰۱۹) از مجموعه دنیای سینمایی مارول و در سریال هاکای که در ۲۰۲۱ در دیزنی پلاس منتشر شده است، بازی کرده است. او همچنین در فیلم‌های مأموریت: غیرممکن - پروتکل شبح (۲۰۱۱)، میراث بورن (۲۰۱۲)، هانسل و گرتل: شکارچیان جادوگر (۲۰۱۳)، حقه‌بازی آمریکایی (۲۰۱۳)، مأموریت: غیرممکن - ملت یاغی (۲۰۱۵) و ورود (۲۰۱۶) ظاهر شده است.

## اوایل زندگی
جرمی رنر در مودستو، کالیفرنیا، متولد شد. او بزرگ‌ترین فرزند خانواده هفت نفره است و دارای ۳خواهر و ۴ برادر است. مادر وی والری سرلی متولد (تاگیگ) و پدر او لی رنر است. که در دهه ۱۹۸۰ مدیریت McHenry Bowl، سالن بولینگ مودستو را بر عهده داشت. پدر و مادر او و در ده سالگی او از هم طلاق گرفتند. ملیت او شامل آلمانی، انگلیسی، اسکاتلندی، سوئدی، ایرلندی و پانامایی است. رنر در سال ۱۹۸۹ از دبیرستان Fred C. Beyer در مودستو فارغ‌التحصیل شد. وی قبل از اینکه در کلاس نمایشی به عنوان انتخابی شرکت کند و تصمیم بگیرد بازیگری را دنبال کند، در دانشگاه هاروارد تحصیل کرد و در آنجا در رشته کامپیوتر تحصیل کرد.

## حرفه

### ۱۹۹۵ تا ۲۰۰۲
حرفه کارهای اولیه رنر اولین بار در فیلم کمدی سفر بزرگسالان لامپون در سال ۱۹۹۵ در نقش دانشجوی خنگ ظاهر شد و اولین بار در سینما حصور یافت. اگرچه فیلم مورد انتقاد قرار گرفت، اما او در دو برنامه تلویزیونی بازی‌های مرگبار و شانس عجیب به عنوان مهمان بازی کرد و در فیلم تلویزیونی خیانت یک دوست در نقش دوست پل هویت (برایان آستین گرین) نقش جزئی داشت. اما در طی چند سال آینده، در چند برنامه تلویزیونی حضور داشت رنر در سال ۲۰۰۱ برای بازی در چند فیلم انتخاب شد ولی شخصی دیگر جای او را گرفت. رنر در این دوره به عنوان یک آرایشگر کار می‌کرد تا بتواند خرج زندگی را تأمین کند.

### ۲۰۰۲ تا ۲۰۰۸
در سال ۲۰۰۲، رنر به عنوان قاتل زنجیره ای معروف جفری دامر در فیلم دامر بازی کرد. وی پس از پایان فیلمبرداری فیلم، نقش غیر داستانی را چالشی برای کنار آمدن با آن دانست، زیرا دانست که دامر هفده قربانی را به قتل رساند. این با استقبال خوبی روبرو شد و وی نامزدی جایزه بهترین سرب مرد را به دست آورد. او همچنین در موزیک ویدئوی پینک در سال ۲۰۰۳ برای آهنگ دوست دارم برگردی به عنوان یک کلانتر پسر بد ظاهر شد. رنر در چند موزیک ویدیوی دیگر در نقش بازیگر ظاهر شد؛ و این شد که به او برای بازیگر در چند فیلم پیشنهاد بازگری بدهند. از جمله بازی در فیلم سوات که کارگردانی این فیلم را کلارک جانسون بر عهده داشت و بازیگران مشهوری از جمله ساموئل ال. جکسون در آن حضور داشتند وی در این فیلم نقش کوتاهی داشت ولی با گیشه ای فوق‌العاده ۲۰۰ میلیون دلار فروش داشت. پس از بازیگری در این فیلم چند کرگردان ب او پیشنهاد بازیگری دادن او برای بازیگری در فیلم سفری کوتاه به بهشت (۲۰۰۵) و سرزمین شمالی در همین سال انتخاب شد. او در این یلم اولین بار با شارلیز ترون همکاری کرد. این فیلم با فروش ۲۴ میلون دلار در گیشه موفق بود پس از این فیلم در چند فیلم سینمایی دیگر بازی کرد از جمله مهلکه (۲۰۰۸)

## فیلم‌شناسی

### فیلم
| سال  | عنوان                              | نقش                                | یادداشت          |
| ---- | ---------------------------------- | ---------------------------------- | ---------------- |
| ۱۹۹۵ | سفر سالمندان ملی لمپون             | Mark "Dags" D'Agastino             |                  |
| ۱۹۹۶ | Paper Dragons                      | Jack                               |                  |
| ۲۰۰۱ | Fish in a Barrel                   | Remy                               |                  |
| ۲۰۰۲ | جفری دامر                          | جفری دامر                          |                  |
| ۲۰۰۲ | Monkey Love                        | Dil                                |                  |
| ۲۰۰۳ | سوات                               | Brian Gamble                       |                  |
| ۲۰۰۴ | قلب فریبکار                        | Emerson                            |                  |
| ۲۰۰۵ | سفری کوتاه به بهشت                 | Fred                               |                  |
| ۲۰۰۵ | سرزمین شمالی                       | Bobby Sharp                        |                  |
| ۲۰۰۵ | 12 and Holding                     | Gus Maitland                       |                  |
| ۲۰۰۵ | Neo Ned                            | Ned                                |                  |
| ۲۰۰۵ | لردهای داگ‌تاون                     | Jay Adams Manager                  | Uncredited       |
| ۲۰۰۶ | Love Comes to the Executioner      | Chick Prigusivac                   |                  |
| ۲۰۰۷ | قتل جسی جیمز به‌دست رابرت فورد بزدل | Wood Hite                          |                  |
| ۲۰۰۷ | ۲۸ هفته بعد                        | Sergeant Doyle                     |                  |
| ۲۰۰۷ | Take                               | Saul                               |                  |
| ۲۰۰۸ | مهلکه                              | Sergeant First Class William James |                  |
| ۲۰۰۹ | نبوغ                               | Sam                                | aka Lightbulb    |
| ۲۰۱۰ | شهر                                | James "Jem" Coughlin               |                  |
| ۲۰۱۱ | مأموریت: غیرممکن - پروتکل شبح      | William Brandt                     |                  |
| ۲۰۱۱ | ثور                                | Clint Barton / Hawkeye             | Uncredited cameo |
| ۲۰۱۲ | انتقام‌جویان                        | Clint Barton / Hawkeye             |                  |
| ۲۰۱۲ | میراث بورن                         | Aaron Cross / Kenneth J. Kitsom    |                  |
| ۲۰۱۳ | هانسل و گرتل: شکارچیان جادوگر      | Hansel                             |                  |
| ۲۰۱۳ | مهاجر                              | Orlando the Magician               |                  |
| ۲۰۱۳ | حقه‌بازی آمریکایی                   | Carmine Polito                     |                  |
| ۲۰۱۴ | Kill the Messenger                 | Gary Webb                          | Also producer    |
| ۲۰۱۵ | مأموریت: غیرممکن - ملت یاغی        | William Brandt                     |                  |
| ۲۰۱۵ | انتقام‌جویان: عصر اولتران           | Clint Barton / Hawkeye             |                  |
| ۲۰۱۶ | کاپیتان آمریکا: جنگ داخلی          | Clint Barton / Hawkeye             |                  |
| ۲۰۱۶ | ورود                               | Ian Donnelly                       |                  |
| ۲۰۱۷ | رودخانه ویند                       | Cory Lambert                       |                  |
| ۲۰۱۷ | خانه                               | Tommy Papouli                      | Cameo            |
| ۲۰۱۸ | تگ                                 | Jerry Pierce                       |                  |
| ۲۰۱۹ | انتقام‌جویان: پایان بازی            | Clint Barton / Hawkeye             |                  |
| ۲۰۱۹ | عدالت شمالی: گروه تندر             | Swifty                             | Voice role       |

### تلویزیون
| سال       | عنوان                                | نقش                                        | یادداشت                                  |
| --------- | ------------------------------------ | ------------------------------------------ | ---------------------------------------- |
| ۱۹۹۵      | Deadly Games                         | Tod                                        | Episode: "Boss"                          |
| ۱۹۹۶      | Strange Luck                         | Jojo Picard                                | Episode: "Blinded by the Son"            |
| ۱۹۹۶      | A Friend's Betrayal                  | Simon                                      | تله‌فیلم                                  |
| ۱۹۹۷      | A Nightmare Come True                | Steven Zarn                                | TV film                                  |
| ۱۹۹۸      | To Have & to Hold                    | Ted Fury                                   | Uncredited; episode: "Tangled Up in You" |
| ۱۹۹۹      | The Net                              | Ted Nida                                   | Episode: "Chem Lab"                      |
| ۱۹۹۹      | Time of Your Life                    | Taylor                                     | Episode: "The Time the Truth Was Told"   |
| ۲۰۰۰      | آنجل                                 | Penn                                       | Episode: "Somnambulist"                  |
| ۲۰۰۱      | سی‌اس‌آی                               | Roger Jennings                             | Episode: "Alter Boys"                    |
| ۲۰۰۳      | The It Factor                        | Himself                                    | Reality television series                |
| ۲۰۰۷      | دکتر هاوس                            | Jimmy Quidd                                | Episode: "Games"                         |
| ۲۰۰۹      | The Unusuals                         | Detective Jason Walsh                      | 10 episodes                              |
| ۲۰۱۱      | مرغ ربات                             | Sergeant First Class William James (voice) | Episode: "Fool's Goldfinger"             |
| ۲۰۱۲      | پخش زنده شنبه شب                     | Himself (host)                             | Episode: "Jeremy Renner/مارون ۵"         |
| ۲۰۱۴      | The World Wars                       | Narrator (voice)                           | 3 episodes                               |
| ۲۰۱۴      | لوئی                                 | Jeff Davis                                 | Episode: "In the Woods"                  |
| ۲۰۲۱      | چه می‌شود اگر …؟                      | هاکای (voice)                              | Guest role; In voice recording process   |
| ۲۰۲۱      | هاکای                                | هاکای                                      |                                          |
| ۲۰۲۱–۲۰۲۲ | Mayor of kingstown (شهردارکینگستون)  | مایک مکلاسکی                               | فصل اول                                  |
| ۲۰۲۳      | Mayor of kingstown (شهردار کینگستون) | مایک مکلاسکی                               | فصل دوم (کامل شد)                        |
|           |                                      |                                            |                                          |